# Reginaldo Monticelli
Reginaldo Monticelli (n. 10 aprilie 1906, Roma, Regatul Italiei – d. 13 februarie 1993) a fost un politician italian.